# Tony Hurel
Pour les articles homonymes, voir Hurel.
Tony Hurel, né le 1er novembre 1987 à Lisieux, est un coureur cycliste français jusque 2022. Membre de l'équipe Saint Michel-Auber 93 comme coureur, il en intègre l'encadrement en 2023.

## Biographie

### Débuts cyclistes et carrière chez les amateurs
Membre de l'équipe Vendée U à partir de 2007, Tony Hurel effectue la fin de saison 2009 en tant que stagiaire au sein de l'équipe professionnelle BBox Bouygues Telecom, dont Vendée U constitue la réserve. Faute de place disponible dans l'effectif, Jean-René Bernaudeau, manager de l'équipe Bbox Bouygues Telecom, ne peut offrir de contrat professionnel à Tony Hurel. Il termine l'année à la sixième place du classement national de la Fédération française de cyclisme (FFC). 
Fin 2010, il est à nouveau stagiaire dans cette équipe et signe cette fois un contrat afin d'y devenir coureur professionnel en 2011. Vainqueur notamment du Circuit des plages vendéennes, de Paris-Conneré et d'une étape du Tour de la Manche, il est quatrième du classement national de la FFC à l'issue de cette saison. Après une période de doutes quant à l'avenir de l'équipe, en raison de la fin du partenariat de Bouygues Telecom, un nouveau sponsor principal est trouvé tardivement : la société Europcar, qui donne son nom à l'équipe en 2011.

### Carrière professionnelle

#### Saison 2011
Il commence sa carrière professionnelle sur les routes du GP La Marseillaise avant de prendre la direction de l'Afrique du Sud où il termine 11e et 4e d'étape. De retour en France, il prend la 7e place de la Roue Tourangelle. Sa pointe de vitesse lui permet de décrocher trois tops 15 sur le Circuit de la Sarthe puis une 16e place sur Paris-Camembert. Il passe proche de sa première victoire chez les professionnels sur le Rhône-Alpes Isère Tour, 3e d'étape derrière Thomas Kvist et Jérémy Roy. Il s'illustre lors des Championnats de France de cyclisme sur route en se glissant dans l'échappée matinale en compagnie, notamment, de son coéquipier Pierre Rolland. Dans le final, sa présence dans cette échappée lui permet de donner ses dernières forces pour son leader Thomas Voeckler, troisième, devancé par Sylvain Chavanel (Quick Step) et Anthony Roux (FDJ). Un mois plus tard, il termine 14e de la Polynormande. Le 11 septembre, il participe à sa première course World Tour, le Grand Prix de Montréal.

#### Saison 2012
Pour ce deuxième exercice, Tony Hurel décroche de nombreux accessits sur les mois de mars et d'avril, auteur de trois tops 15 sur le Tour de Normandie, remporté par son coéquipier Jérôme Cousin, 16e de la Route Adélie de Vitré, 13e du Tour du Finistère puis 10e du Tro Bro Leon. Le 29 juillet, il remporte son premier succès chez les professionnels lors de la Polynormande. Il accompagne David Veilleux sur la Mi-Août en Bretagne où le canadien remporte une étape et le classement général. Personnellement, il accroche une dernière placette sur le GP de Wallonie, 13e.

#### Saison 2013
Il brille une nouvelle fois lors du Tour de Normandie en ce début de saison 2013, trois fois quatrième et seulement devancé par Rick Zabel sur la cinquième étape. En avril, il découvre deux classiques, la Flèche Brabançonne et l'Amstel Gold Race. En août, il se distingue sur des courses nordiques, 6e d'étape sur le Tour du Danemark et l'Arctic Race of Norway dont il se classe également quatrième du général puis 5e d'étape sur le Tour des Fjords, remportée par Angelo Tulik.

#### Saison 2014
Le Team Europcar obtient le statut d'équipe World Tour pour la saison 2014, permettant à Tony Hurel de participer à Tirreno-Adriatico, avec une 9e et une 5e place d'étape à la clé, Milan-San Remo ou encore au Tour des Flandres. Il s'illustre à ce niveau lors de la deuxième étape du Tour de Romandie, privé de la victoire par Michael Albasini, avant de prendre part à son premier Grand Tour, le Giro. On peut également souligner ses accessits sur des étapes du Critérium International (4e) et de la Route du Sud (6e) puis sur le Tour de Vendée (10e) où Thomas Voeckler prend place sur le podium (3e).

#### Saison 2015
Son équipe retrouve le statut d'équipe continentale professionnelle pour cet exercice. Hurel ne s'y distingue que sur des courses de seconde zone, ayant pour meilleurs résultats des tops 10 sur le Circuit de la Sarthe (5e et 4e d'étape), le Tour de Picardie (6e d'étape) ou sur le Tour de Luxembourg (10e d'étape). Sur des courses d'un jour, il termine 18e de la Roue tourangelle et 12e de la Polynormande. Il est néanmoins retenu pour disputer la Vuelta.  

#### Saison 2016
Tony Hurel lance sa sixième saison chez les professionnels sur les routes de la Tropicale Amissa Bongo au côté d'Adrien Petit qui y enlève trois étapes et le classement général. Il enchaîne par La Méditerranéenne où il prend une 6e place d'étape. Le 2 mars, il fait partie des 28 arrivants sur Le Samyn (10e). Il décroche de nouvelles places sur des étapes du Critérium du Dauphiné (7e) en juin puis sur le Tour de Wallonie (7e d'étape également) en juillet avant que la Polynormande ne lui réussisse de nouveau (6e). Retenu pour participer une seconde fois à la Vuelta, il chute lors de la 5e étape avant d'abandonner lors de la 9e étape, insuffisamment remis de ses blessures.  

#### Saison 2017
Au premier semestre, il lève les bras sur la Tropicale Amissa Bongo. Fin avril, il termine 14e puis 8e d'étape sur le Tour de Yorkshire. Il enchaîne par le Tour de Castille avec un nouvel accessit, 5e de la troisième étape. Jean-René Bernaudeau lui apprend après les championnats de France qu'il ne sera pas conservé par Direct Énergie à l'issue de cette saison. Il trouve alors un accord avec David Lima Da Costa et s'engage en faveur de l'équipe Armée de terre. Néanmoins, celle-ci est dissoute en novembre. Se trouvant dépourvu de contrat, il retrouve le niveau amateur en rejoignant son ami Julien Guay chez Sojasun espoir,. 

#### Saison 2019
Il rebondit dans le peloton professionnel au sein de la structure continentale Saint Michel-Auber 93 lors de la saison 2019. Il connait son premier résultat mi-mars sur Paris-Troyes, disputé dans des conditions extrêmes, il y prend la deuxième place, devancé par Jérémy Cabot. En juin, il se distingue sur deux courses par étapes, les Boucles de la Mayenne (17e du classement général) et la Ronde de l'Oise (9e du général). En août, sur le Tour Poitou-Charentes en Nouvelle-Aquitaine, il termine 9e de la dernière étape. 

#### Saison 2020
En août 2020, il termine 93e du Tour du Limousin-Nouvelle-Aquitaine mais y remporte le maillot bleu du classement des sprints. Deux jours plus tard, il termine 18e du championnat de France. Le 20 septembre, il se classe 17e du GP d'Isbergues.
Tony Hurel se décrit comme un puncheur-sprinter.

#### Saison 2022
Après une dernière saison Auber 93, il met un terme à sa carrière à l'automne 2022 à l'issue du Tour de Vendée et entame une formation de directeur sportif afin de devenir directeur sportif adjoint de Stephan Gaudry en 2023, toujours chez Auber 93.

## Palmarès et classements mondiaux

### Palmarès
| - 2004 - 3e du Tour du Morbihan Juniors - 2005 - Classement général de la Ronde des vallées - Circuito Cántabro - 2007 - 6e étape du Tour de Nouvelle-Calédonie - 2e de La Gislard - 2008 - Classement général du Tour de Madrid espoirs - 2e du Grand Prix Gilbert Bousquet - 2009 - Circuit de la Vallée de la Loire - 8eb étape du Tour de la Martinique (contre-la-montre) - Trophée des Champions - 2e du Tour du Périgord - 2e du Saint-Brieuc Agglo Tour - 2010 - Champion des Pays de la Loire - Circuit des plages vendéennes : - Classement général - 4e étape - 4e étape du Tour de la Manche - Grand Prix SADE - Paris-Connerré - 2e de Chambord-Vailly - 2e de la Classique Champagne-Ardenne - 3e du Prix de la Saint-Laurent | - 2012 - Polynormande - 2017 - 2e étape de la Tropicale Amissa Bongo - 2018 - 3e étape du Tour du Loir-et-Cher - 3e étape du Tour de Bretagne - Prix de Notre-Dame-de-Mont - 2e du Circuit des plages vendéennes - 2019 - Route d'Or du Poitou - 2e de Paris-Troyes - 3e du Grand Prix de Fougères |  |

### Résultats sur les grands tours

#### Tour d'Italie
1 participation
- 2014 : 134e

#### Tour d'Espagne
2 participations
- 2015 : 145e
- 2016 : abandon (9e étape)

### Classements mondiaux
| Année                                 | 2009 | 2010 | 2011 | 2012 | 2013 | 2014 | 2015 | 2016 | 2017  | 2018  | 2019  | 2020  | 2021  |
| ------------------------------------- | ---- | ---- | ---- | ---- | ---- | ---- | ---- | ---- | ----- | ----- | ----- | ----- | ----- |
| UCI World Tour                        |      |      |      |      |      | 173e |      | nc   | nc    | nc    |       |       |       |
| Classement mondial                    |      |      |      |      |      |      |      | 861e | 1636e | 1382e | 1307e | 1898e | 2339e |
| UCI Europe Tour                       | 331e | 664e | 807e | 164e | 309e |      | 693e | 608e | nc    | 863e  | 902e  | 1395e | 1561e |
| UCI America Tour                      | 98e  | nc   | nc   | nc   | nc   |      | nc   | nc   | nc    | nc    |       |       |       |
| UCI Africa Tour                       | nc   | nc   | nc   | nc   | nc   |      | nc   | 162e | 112e  | nc    |       |       |       |
|                                       |      |      |      |      |      |      |      |      |       |       |       |       |       |
| Légende : nc = non classéSource : UCI |      |      |      |      |      |      |      |      |       |       |       |       |       |